# Шенгенський прикордонний кодекс (2006)
Шенгенський прикордонний кодекс 2006 року — кодифікація стандартів, що стосуються Шенгенської зони. Його прийняття кардинально змінило Schengen acquis.
Шенгенський прикордонний кодекс встановлює принцип вільного пересування в межах Шенгенської зони. Він також визначає перевірки, які мають проводитися на зовнішніх кордонах.

## Історія
7 травня 2002 року Комісія опублікувала повідомлення із закликом до інтегрованого управління зовнішніми кордонами держав-членів Європейського Союзу. Комісія визначила п'ять компонентів, необхідних для створення спільної політики. 19 і 20 червня 2003 року Європейська Рада в Салоніках запропонувала Комісії подати пропозиції щодо цієї редакції.
6 листопада 2006 року Комісія опублікувала довідник «Шенгенський довідник», який доповнює Шенгенський прикордонний кодекс, гарантуючи однакове застосування в усіх державах-членах.

## Зміни
- Постанова про створення Шенгенського прикордонного кодексу скасовує статті 2-8 Шенгенської конвенції від 14 червня 1985 року та «Посібник із спільних зовнішніх кордонів».
- 24 травня 2024 року  Рада ЄС  схвалила оновлений Шенгенський кодекс про кордони – зведення правил Євросоюзу, що регулює управління внутрішніми та зовнішніми кордонами, а також правила прикордонного контролю осіб, які перетинають зовнішні кордони ЄС.[1]